# Pico Granite

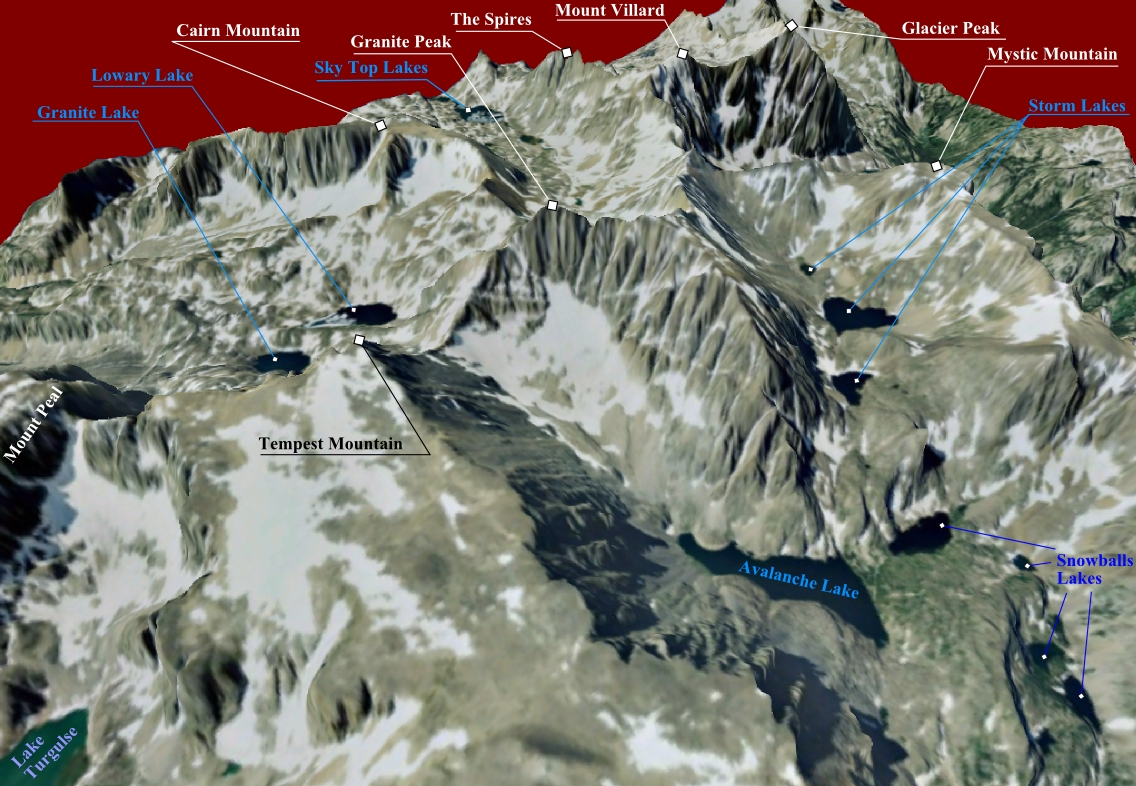
Granite Peak 3D

O Pico Granito (em inglês:  Granite Peak) é a montanha mais alta do estado de Montana, Estados Unidos. Atinge a altitude de 3904 m. Está situado no condado de Park muito perto da fronteira com o condado de Stillwater e o condado de Carbon. O pico Granito está a 16 km a norte da frontera entre Montana e Wyoming e 72 km a sudoeste da cidade de Columbus (Montana).
O Granite Peak é o décima montanha na lista das montanhas mais altas de cada estado dos Estados Unidos, e uma das de mais difícil escalada, devido à exigência técnica, mau tempo e dificuldade em encontrar caminhos. Foi a última montanha da referida lista a ser escalada. Hoje em dia é praticamente necessário gastar dois ou três dias na ascensão, parando no planalto designado Froze-to-Death, embora um número reduzido de montanhistas escolha fazer a escalada num só dia.

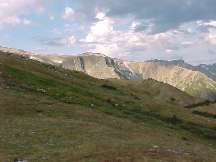
O planalto Froze-to-Death: o mais comum local para um campo de base para a ascensão ao Pico Granite.